# 1921-es magyar férfi vízilabda-bajnokság (első osztály)
Az 1921-es magyar férfi vízilabda-bajnokság a tizenötödik magyar vízilabda-bajnokság volt. A bajnokságban öt csapat indult el, a csapatok egy kört játszottak.
Ebben az évben rendeztek először a vidéki csapatok részére külön bajnokságot.

## Tabella
| #  | Csapat          | M | Gy | D | V | G+ | G- | P |
| -- | --------------- | - | -- | - | - | -- | -- | - |
| 1. | Ferencvárosi TC | 4 | 4  | 0 | 0 | 25 | 3  | 8 |
| 2. | III. ker. TVE   | 4 | 3  | 0 | 1 | 11 | 7  | 6 |
| 3. | MAC             | 4 | 2  | 0 | 2 | 17 | 7  | 4 |
| 4. | MAFC            | 4 | 1  | 0 | 3 | 12 | 13 | 2 |
| 5. | Nemzeti SC      | 4 | 0  | 0 | 4 | 1  | 36 | 0 |

* M: Mérkőzés Gy: Győzelem D: Döntetlen V: Vereség G+: Dobott gól G-: Kapott gól P: Pont

## Vidék
1. Miskolci VSC, 2. Egri TE